# 中国当局によるオーストラリア議会への浸透疑惑事件
中国当局によるオーストラリア議会への浸透疑惑事件とは国際メディアが2019年11月下旬、中華人民共和国政府がオーストラリア議会にスパイ潜入しようとしているという疑惑を報じたこと。

## 事件の概要
この事件は、2019年11月24日にナイン・ネットワークで放送された「60分時事通信（英語: 60 Minutes (Australian TV program)）」で初めて報道された。
この報告書は、著名な情報源を引用して、中国当局がメルボルン在住の中国系民族の男性を勧誘し、100万豪ドルでビクトリア州のチショルム議会選挙区の選挙に立候補させようとしたと言及している
。
この中国系の人物は、最終的に2018年にオーストラリア安全保障情報機構の当局に事件を開示した。
2つの事件は無関係であるにもかかわらず、事件が報道されたのと同じ週に、海外メディアは王立強事件を報道した。

## 関連人物

### 企業人としての接触
この未遂者は、元高級車の販売員で、発音的には「趙波」または「周波」（英語名：Bo "Nick" Zhao）と呼ばれていたとされている。
彼とビジネスをしたことのある人たちは、彼のことを「やる気のある人で、野心が強すぎて、手っ取り早くお金を稼ごうとすることが多い」と評した。 
この人物は、2017年に詐欺事件に関与したとして法廷で起訴された。 裁判記録によると、この人物は高級車を購入するためのローンを不正に利用した疑いで起訴された。 
2019年、Receiverは、BaysideのBradenton地区にある自動車販売店から借りている債務の回収を開始しました。 その販売店は廃業していた。 その一方で、中国の投資家への借金をめぐって妻との間にも亀裂が生じた。
2019年3月にメルボルンのウェイバリー・ヒルのホテルの部屋で遺体で発見された。 オーストラリア当局は、彼の死について検視官裁判所の調査を開始し、2020年に彼の死因は薬物の過剰摂取であり、自殺であるとの判決を下した。 

### 連絡人
連絡先は「陳俊成」または「陳春生」（英語：Brian Chen Chunsheng）という中国のビジネスマンであると報じられた。
欧米の情報機関や安全保障の専門家によると、陳は中華人民共和国の上級諜報員であり、人民解放軍の制服を着て写真を撮ったり、ジャーナリストを装って国際会議に出席したりすることが知られている。
記録によると、陳はオーストラリアの2つの主要政党に寄付をしている。 彼の会社が中華人民共和国の「一帯一路政策」を推進していることから、陳が報告義務を遂行するために「一帯一路」を諜報工作任務に利用したのではないかという疑惑がある。 
陳自身はすべての疑惑を否定している。 友人の人民解放軍のユニフォームを借りて遊んだり、写真を撮ったり、メディア企業のオーナーからプレスカードを発行してもらって国際的なサミットに参加したりしたという。 また、陳と趙の死との関係を示唆する証拠はないとしている。

## 事件後
中国からの移民である廖嬋娥は、結局、2019年オーストラリア総選挙でチゼム選挙区に当選した。
廖嬋娥自身も、中国共産党中央統一戦線工作部が管理する組織との関係が疑われ、それが発覚する前から批判されていた。 また、廖嬋娥の中国との関係についても改めて報道された
。
趙波の事件が明るみに出るのと同時に、オーストラリアのメディアは2016年のオーストラリアの日に廖の旧居で撮影された2枚の写真も公開した。 写真は、自由党地方支部の会合で撮影されたもので、廖と趙の両名が登場していた。
廖嬋娥自身は後に、趙波に会ったことを覚えていないと言っており、廖嬋娥が事件に関与したことを示す証拠はない。

## 反応

### オーストラリア
オーストラリア保安情報機構（ASIO）は、「長年の慣習」を理由に事件についての詳細なコメントを拒否したが、当局は、報道が放送された後にオーストラリア保安情報機構が調査を開始したと述べた。 
オーストラリア首相兼自由党党首のトニー・モリソンは、議会への潜入疑惑は「深く憂慮すべき問題だ」と述べた。

### 中華人民共和国
中華人民共和国外務省の耿爽報道官は、オーストラリアの特定の政治家やメディアがスパイ事件を捏造し続けていると批判し、中国に関わる問題は「風聲鶴唳」「草木皆兵」の状態になっていると述べた
。 